# Mack Banks
Mack Elmore Banks (* 17. September 1934 in Jasper, Alabama) ist ein US-amerikanischer Country- und Rockabilly-Musiker.

## Leben

### Kindheit und Jugend
Kurz nach Mack Banks’ Geburt zog die Familie nach Columbus, Mississippi. Als Banks in der dritten Klasse war, zog die Familie schließlich nach Artesia, wo Banks seine weitere Kindheit verbrachte. Seine Mutter spielte Klavier und sang in der Kirche. Banks war ds einzige von zehn Kindern, die das Talent der Mutter erbten und er begann mit elf, Gitarre zu spielen und zwei Jahre später schrieb er sein erstes Lied. In seiner Jugend spielte Banks in verschiedenen lokalen Bands, unter anderem auch ein Jahr in der Bluegrass-Gruppe Carl Sauceman and the Green Valley Boys, die mit Wrap My Body In Old Glory gerade einen Hit hatten.

### Karriere
1951 verließ Banks die Band und gründete seine eigene Gruppe, mit der er auf WCBI in Columbus seine eigene Radioshow hatte. Als Elvis Presley 1955 mit seinen Rockabilly-Songs landesweite Beliebtheit erlangte, wechselte auch Banks das Genre. Er machte mit seiner Band Demo-Aufnahmen der Titel Be-Boppin' Daddy und You’re So Dumb. Durch vermittlung von Robin Mathis wurden die beiden Titel 1956 über Stardays Package Deal auf dem Fame-Label als Single veröffentlicht, verkauften sich aber nur regional gut. Banks stand jedoch regelmäßig mit aufsteigenden Stars wie Johnny Cash und Carl Perkins auf der Bühne, die gerade in der Umgebung Konzerte gaben. Perkins arrangierte ein Treffen zwischen ihm und Sam Phillips, dem Besitzer der Sun Records, das jedoch aufgrund Phillips Zeitmangel nie stattfand.
Banks nahm in der folgenden Zeit weiterhin Platten auf, schaffte jedoch nicht den großen Durchbruch. Er gründete sein eigenes Label und trat an Wochenende in dem Western Supper Club auf, der jedoch 1994 niederbrannte. In den 1980er-Jahren veröffentlichte er insgesamt fünf Alben, die humoristische Titel enthielt. Diese Alben fanden vor allem in der Truckerszene großen Anklang. In den 1990er-Jahren spielte er ein Album bei MEB Records ein.
Mack Banks tritt heute immer noch auf, unter anderem einmal monatlich in der Sparta Opry, einer lokalen Country-Show. 2005 veröffentlichte er das Blues-Album Sad Times In New Orleans, das sich mit der Unwetter-Katastrophe in New Orleans musikalisch auseinandersetzt.

## Diskografie

### Singles
| Jahr | Titel                                                | Plattenfirma   |
| ---- | ---------------------------------------------------- | -------------- |
| 1956 | Be-Boppin' Daddy / You’re So Dumb                    | Fame 45-580    |
| 195? | Beer Drinking Blues / Don’t Do It Darling            | Vee-Eight 1026 |
| 195? | Sloppy Drunk / I Thought I Heard You Calling My Name | Vee-Eight 131  |
|      | Roberta / Dynamite                                   | Vee-Eight 132  |
|      | They Raided The Joint / Working Man Speaks           | Vee-Eight 133  |
|      | Tapping That Thing / Yo Yo                           | Q              |
|      | Police and Preachers / ?                             | Mable          |

### Alben
- 2005: Sad Times in New Orleans